# A BEAUTIFUL REEL. B'z LIVE-GYM 2002 GREEN 〜GO★FIGHT★WIN〜
『a BEAUTIFUL REEL. B'z LIVE-GYM 2002 GREEN 〜GO★FIGHT★WIN〜』（ア・ビューティフル・リール・ビーズ・ライブジム・ツーサウザンドツー・グリーン・ゴー・ファイト・ウィン）は、日本のロックユニット・B'zが、2002年11月27日にリリースした、7作目の映像作品（VHSとしては7作目、DVDとしては5作目）。

## 概要
全国70万人を動員した『B'z LIVE-GYM 2002 "GREEN 〜GO★FIGHT★WIN〜"』から、横浜国際総合競技場の模様を中心に収録。ワールドカップ直後だったこともあり、同大会で使用されたスタジアムでの公演が多い。また、MR. BIGのベーシスト、ビリー・シーンが参加したことも話題となった。前半から中盤にかけては、曲間でバックステージやリハなどのドキュメンタリー映像が挿入されている。ツアーで演奏された楽曲のうち、「太陽のKomachi Angel」と、ホール公演でのみ演奏された「ながい愛」、「Calling」、「銀の翼で翔べ」は未収録となった。
DVD版のみ、特典映像を収めた2枚組となっている。本ツアー後に行われたB'z初のアメリカ公演『B'z LIVE-GYM 2002 "Rock n' California Roll"』のダイジェスト映像に加えて、「leftovers」（残り物）と題してステージセット設営の映像やライブ中のメンバー写真、そして「マジカDEオンステージ」（後述）の様子が収録されている。

### マジカDEオンステージ
本ツアーではスタジアムやドームなど大きな会場限定で、開演前の時間を利用して「マジカDEオンステージ」という企画が行われた。これは、座席のブロック単位で抽選をして当選したブロックの客が、開演前のステージに上がって見学出来るというものであった。ステージ上は見学用の通路が設置され、またメンバーの等身大パネルや、メンバーおよびサポートメンバーのプロフィール看板、ライブ機材の説明看板も置かれていた。1公演で7、8回抽選が行われた。
さらに「マジカDEオンステージ特別賞」もあり、特別賞に選ばれた客はライブ本編終了後のアンコールの際にステージ上に招待され、メンバーの真後ろからライブを観る事が出来た（1公演あたり約60人）。本作の映像でも、アンコールの「熱き鼓動の果て」で「特別賞」に選ばれた客がステージ後ろで参加している様子が収録されている。

## 演奏

### メンバー
- 松本孝弘：ギター・プロデュース
- 稲葉浩志：ボーカル

### サポートメンバー
- 増田隆宣：キーボード
- ビリー・シーン：ベース
- シェーン・ガラース ：ドラム

## 収録内容

### DISC 1
1. GO★FIGHT★WIN
  - 本ツアーのサブタイトルにもなっているオープニングナンバー。
2. STAY GREEN 〜未熟な旅はとまらない〜
  - 本ツアーのメインタイトルナンバー。イントロで、シェーンの腕にマーカーで書かれた、各会場ごと（横浜・名古屋・福岡・札幌・静岡・大分・新潟・浪速・広島の順序）の名前が映る。
3. ZERO
  - 『B'z SHOWCASE 2002 "SAPPORO DEVIL"』（Zepp Sapporo）の模様から始まり、「B'zのSHOWCASEにようこそ！」と叫び、恒例の「B'zのLIVE-GYMにようこそ！」はイントロ中となる。途中で大分・静岡・広島公演の映像をフィーチャー。ギターソロ以降はカットされ、リハーサル風景に切り替わる。
4. love me, I love you
  - 2コーラス目以降はカットされている。
5. Warp
  - エンディングのアレンジがCD音源とは異なる。
6. SURFIN' 3000GTR
  - 曲の前に、ビリーのマネージャーのインタビューが挿入されている。曲中盤で稲葉がサーフボードのセットに乗り、モニターには合成映像でサーフィンをしている様子が写された。
  - 実際のライブでは本曲の前に「太陽のKomachi Angel」が演奏されていた。
7. Blue Sunshine
  - 稲葉がアコースティックギターで弾き語り。静岡公演のリハーサル音源から本編の演奏に切替わる。
8. 恋歌
  - 松本のギターソロ（インストゥルメンタル）。モニターにはPVが映し出され、ステージの後ろには巨大な龍のセットが登場する。
9. 恋心(KOI-GOKORO)
  - センターステージで演奏。アコースティック・バージョンで披露された。演奏前には稲葉が「LOVE横浜」と言い、MCも一部収録されている。
10. 裸足の女神
  - アコースティック・バージョンで演奏。映像は、横浜公演でのリハーサル模様がメイン。一部にネガフィルムの静止画像が差し込まれている。その後、アリーナを歩いてメインステージに移動する。
11. DEVIL
  - ステージの前方や後方から炎が吹き上がり、人型に組まれた11体の巨大トラス「ロックマン」からも火花が吹き上がった。また、アウトロから増田隆宣のキーボードソロに入る。
12. Everlasting
13. FIREBALL
  - シェーンのドラムソロからイントロへ。曲のラストで稲葉が倍音シャウトを披露。アウトロの松本のギターと同時に、「ロックマン」が稼働し、ライトアップされるとともに両手両足を大きく広げる。
14. Liar! Liar!
  - イントロで「ロックマン」のヘッドライトが左から右、右から左へと流れるように点灯するが、左から4番目のロックマンだけ点灯しないという不具合も見られる。
15. さまよえる蒼い弾丸
  - 2番Aメロ前のギターソロは、ビリーのベースソロに変更されている。ラストサビ突入と同時に、花火が打ちあがる。
16. ギリギリchop
  - ビリーのベースソロからイントロへ。
17. ultra soul
  - 恒例となっている曲のラストの3連発ジャンプは、本ツアーから始まった。
  - 2025年1月からB'zの公式YouTubeチャンネルで公開されている[4][5]。
18. 熱き鼓動の果て
  - ここからアンコール。演奏前にアルバム『GREEN』のタイトルについてのMCがある。2コーラス目から「マジカDEオンステージ」の特別賞に選ばれたファン達が、ステージ後ろに登場する。
19. juice
  - 千秋楽の9月9日大阪ドーム公演の映像とシンクロさせている。イントロと間奏では稲葉が観客とともにツアーグッズである笛を吹く。間奏のコール&レスポンスの合間に松本とビリーの掛け合いがある。

エンディング曲として、エンディングSEの「New Message」（当時未発表）と「STAY GREEN〜未熟な旅はとまらない〜」のデモバージョンが使用される。

### DISC 2（DVDのみ）
1. B'z LIVE-GYM 2002 "Rock n' California Roll" San Diego - Los Angeles - Tokyo
  - B'z初のアメリカ公演のダイジェスト。リハーサルの模様も収録されている。サンディエゴ公演では未発表曲の「Logic」を少し聴くことが出来る。
  - 追加公演となった日比谷野外音楽堂での「銀の翼で翔べ」のライブ映像（2コーラス目まで）が収録されている。
2. B'z LIVE-GYM 2002 "GREEN" 〜GO★FIGHT★WIN〜 leftovers
  - ライブ会場の設営の様子を収めた「THE PASS」、マジカDEオンステージの様子を収めた「マジカDEオンステージツアー」、メンバーのライブショットを収めた「BEAUTIFUL CUTS」を収録。